# 카페 서울
"카페 서울"(일본어: カフェソウル)은 2010년에 개봉한 한일 합작 영화이다.

## 캐스팅
- 김정훈 : 김상혁 역
- 사이토 타쿠미 : 이시카 준 역
- 최성민 : 상우 역
- 정숙영 : 양 아줌마 역
- 김동욱 : 김상진 역
- 김응수 : 동춘 역
- 장서원 : 기봉 역
- 구본웅 : 덕배 역
- 쿄노 코토미 : 모리야마 사토코 역
- 이지오 : 어린 상우 역
- 서상원
- 이장환
- 이승조
- 주승민
- 전유진